# Coriaria
Coriaria é um género com 28 espécies de plantas com flor pertencente à família das coriariáceas. O género é originário da região do Mediterrâneo estando distribuído desde o Paquistão ao Japão, à Nova Guiné, Nova Zelândia e sul da América do Sul.

## Espécies seleccionadas
Coriaria angustissima 

Coriaria arborea 

Coriaria japonica 

Coriaria kingiana 

Coriaria lurida 

Coriaria microphylla 

Coriaria myrtifolia 

Coriaria napalensis 

Coriaria plumosa 

Coriaria pottsiana 

Coriaria pteridoides 

Coriaria ruscifolia 

Coriaria sarmentosa 

Coriaria sinica 

Coriaria terminalis 

Coriaria thymifolia